# Donaubraxen
Donaubraxen (Abramis sapa) är en art i familjen karpfiskar.

## Utseende
Donaubraxen är en karpfisk med en kropp som är påtagligt sammantryckt från sidorna. Den är lik faren, men har en mun som är lägre, och trubbigare nos. Färgen är grönaktigt silvrig. Längden är vanligtvis omkring 15 cm, men kan nå upp till 35 cm.

## Vanor
Donaubraxen är framför allt en sötvattensfisk som föredrar floder. I Svarta havsområdet kan den dock tidvis gå ut i brackvatten för födosök. Den lever på mygglarver, hoppkräftor och mindre musslor. De flesta exemplar är nattaktiva. I brackvatten finns främst unga individer innan de blir könsmogna.

### Fortplantning
Donaubraxen blir könsmogen efter tre till fyra år.
Lektiden infaller i april till maj, under vilken hanen utvecklar vårtor på huvud och bröst- och bukfenornas insidor. Leken sker i floder och andra vattendrag med kraftig vegetation. Äggantalet varierar geografiskt, men ligger vanligen mellan 8 000 och 150 000. Ibland sker fortplantningar i vattendrag med grus på botten.

## Utbredning
Arten finns i flera europeiska och asiatiska floder med utflöde i Svarta havet, Azovska sjön, Kaspiska havet och Aralsjön. Introducerad i Norra Dvina (eventuellt naturligt förekommande där) och Volchovfloden. Genom kanaler och utsläppta exemplar når arten fram till floder som mynnar i Nordsjön, i östra Polen i Östersjön och i Ladogasjön. Avrinningsområdet av floden Wisła nådde arten över Dnjaproŭska-Buhski Kanalen.

## Kommersiell betydelse
Visst fiske förekommer, men fisken anses inte vara särskilt välsmakande. Förekommer rökt eller torkad i handeln.

## Hot
I några vattendrag hotas beståndet av vattenföroreningar. Hela populationen bedöms som stabil. IUCN listar arten som livskraftig (LC).